# Championnat des Seychelles de football 2014
Navigation
Saison précédente Saison suivante
La saison 2014 de Barclays First Division est la trente-cinquième édition de la première division seychelloise. Les dix meilleures équipes du pays s'affrontent en matchs aller et retour au sein d'une poule unique. À la fin du championnat, le dernier du championnat est relégué tandis que l'avant-dernier doit disputer un barrage de promotion-relégation face au 2e de D2.
C'est le club de Saint-Michel United qui remporte la compétition cette saison après avoir terminé en tête du classement final, avec dix points d'avance sur La Passe FC et quinze sur le tenant du titre, Côte d'Or FC. Il s'agit du treizième titre de champion des Seychelles de l'histoire du club, qui réalise le doublé en s'imposant en finale de la Coupe des Seychelles face à Côte d'Or.

## Les équipes participantes
| - Anse Réunion FC - Saint-Michel United - La Passe FC - Light Stars FC - Northern Dynamo | - Saint-Louis Suns FC - Revengers FC - Promu de D2 - Saint-Francis Baie Lazare - Côte d'Or FC - The Lions Cascades FC |

## Classement
Mise à jour le: 
Le classement est établi sur le barème de points classique (victoire à 3 points, match nul à 1, défaite à 0).
| Rang | Équipe                    | Pts | J  | G  | N | P  | Bp | Bc | Diff |
| ---- | ------------------------- | --- | -- | -- | - | -- | -- | -- | ---- |
| 1    | Saint-Michel United C     | 46  | 18 | 14 | 4 | 0  | 58 | 13 | +45  |
| 2    | La Passe FC               | 36  | 18 | 10 | 6 | 2  | 44 | 14 | +30  |
| 3    | Côte d'Or FC T            | 31  | 18 | 8  | 7 | 3  | 34 | 17 | +17  |
| 4    | Anse Réunion FC           | 25  | 18 | 7  | 4 | 7  | 24 | 30 | -6   |
| 5    | Saint-Louis Suns FC       | 24  | 18 | 6  | 6 | 6  | 26 | 30 | -4   |
| 6    | Northern Dynamo           | 21  | 18 | 5  | 6 | 7  | 23 | 25 | -2   |
| 7    | Revengers FC P            | 18  | 18 | 4  | 6 | 8  | 25 | 28 | -3   |
| 8    | The Lions Cascades FC     | 18  | 18 | 4  | 6 | 8  | 26 | 31 | -5   |
| 9    | Light Stars FC            | 18  | 18 | 4  | 6 | 8  | 27 | 41 | -14  |
| 10   | Saint-Francis Baie Lazare | 6   | 18 | 1  | 3 | 14 | 9  | 67 | -58  |

| Légende : Qualifications et relégations | Légende : Qualifications et relégations                                                     |
| --------------------------------------- | ------------------------------------------------------------------------------------------- |
|                                         | Qualification pour la Ligue des champions de la CAF 2015                                    |
|                                         | Qualification pour la Coupe de la confédération 2015                                        |
|                                         | Participation au barrage de promotion-relégation                                            |
|                                         | Relégation en deuxième division                                                             |
|                                         | T : Tenant du titre P : Promu de deuxième division C : Vainqueur de la Coupe des Seychelles |

## Matchs
| Résultats (▼dom., ►ext.)  | ANR | COO | LAP | LIS | NOD | REV | SLS | SMU | SFB | TLC |
| Anse Réunion FC           |     | 1-0 | 0-2 | 4-3 | 2-0 | 1-0 | 0-3 | 1-5 | 2-3 | 3-2 |
| Côte d'Or FC              | 0-0 |     | 0-2 | 3-0 | 3-1 | 2-1 | 0-0 | 0-2 | 4-0 | 3-3 |
| La Passe FC               | 2-2 | 2-2 |     | 4-1 | 1-2 | 1-0 | 4-0 | 3-3 | 7-0 | 0-0 |
| Light Stars FC            | 1-1 | 3-3 | 2-2 |     | 4-2 | 2-4 | 2-3 | 1-4 | 1-0 | 1-0 |
| Northern Dynamo           | 0-0 | 1-2 | 0-0 | 0-0 |     | 2-2 | 1-1 | 1-3 | 2-2 | 1-0 |
| Revengers FC              | 0-2 | 2-4 | 0-1 | 1-1 | 2-1 |     | 1-1 | 1-1 | 6-1 | 2-2 |
| Saint-Louis Suns United   | 3-1 | 1-0 | 1-3 | 1-4 | 1-0 | 2-1 |     | 1-5 | 0-0 | 0-3 |
| Saint-Michel United       | 2-0 | 0-0 | 1-0 | 4-0 | 2-2 | 4-1 | 2-0 |     | 6-0 | 4-0 |
| Saint-Francis Baie Lazare | 1-2 | 0-5 | 0-9 | 1-1 | 0-4 | 0-1 | 1-7 | 0-6 |     | 1-5 |
| The Lions Cascades FC     | 3-2 | 0-0 | 0-1 | 4-1 | 2-4 | 0-0 | 1-1 | 2-4 | 1-1 |     |

## Bilan de la saison
| Championnat des Seychelles de football 2014 |                                 |
| Champion                                    | Saint-Michel United (13e titre) |
| Coupes et trophées                          |                                 |
| Vainqueur de la Coupe des Seychelles 2014   | Saint-Michel United             |
| Qualifications continentales                |                                 |
| Ligue des champions de la CAF 2015          | Saint-Michel United             |
| Coupe de la confédération 2015              | Côte d'Or FC                    |
| Promotions et relégations                   |                                 |
| Promus en Barclays First Division           | Foresters Mont Fleuri FC        |
| Relégués en Division Two                    | Saint-Francis Baie Lazare       |

## Buts marqués par journée
Ce graphique représente le nombre de buts marqués lors de chaque journée.
296 buts marqués en 18 journées, soit 16.4 buts / journées et 3.28 par matchs.
Il manque le score de la rencontre Lightstars-St Francis de la 9e journée.

## Évolution du classement
Leader du championnat
Évolution du classement
- Qualifié pour la Ligue des champions de la CAF 2015.
- Relégué en Division 2.

| Club | 1  | 2  | 3  | 4  | 5  | 6  | 7  | 8  | 9  | 10 | 11 | 12 | 13 | 14 | 15 | 16 | 17 | 18 |
| ---- | -- | -- | -- | -- | -- | -- | -- | -- | -- | -- | -- | -- | -- | -- | -- | -- | -- | -- |
| ANR  | 6  | 6  | 8  | 7  | 4  | 4  | 4  | 5  | 5  | 5  | 5  | 5  | 4  | 4  | 3  | 4  | 4  | 4  |
| COO  | 1  | 1  | 1  | 1  | 3  | 3  | 3  | 3  | 3  | 3  | 3  | 3  | 3  | 3  | 4  | 3  | 3  | 3  |
| LAP  | 3  | 3  | 3  | 3  | 2  | 2  | 2  | 2  | 2  | 2  | 2  | 2  | 2  | 2  | 2  | 2  | 2  | 2  |
| LIS  | 4  | 4  | 5  | 5  | 6  | 9  | 6  | 6  | 6  | 6  | 6  | 6  | 7  | 8  | 7  | 7  | 8  | 9  |
| NOD  | 7  | 7  | 9  | 8  | 8  | 7  | 8  | 7  | 7  | 7  | 7  | 8  | 6  | 7  | 8  | 8  | 6  | 6  |
| REV  | 8  | 8  | 6  | 6  | 7  | 6  | 7  | 8  | 8  | 8  | 8  | 7  | 8  | 6  | 6  | 6  | 7  | 7  |
| SLS  | 5  | 5  | 4  | 4  | 5  | 5  | 5  | 4  | 4  | 4  | 4  | 4  | 5  | 5  | 5  | 5  | 5  | 5  |
| SMU  | 2  | 2  | 2  | 2  | 1  | 1  | 1  | 1  | 1  | 1  | 1  | 1  | 1  | 1  | 1  | 1  | 1  | 1  |
| SFB  | 10 | 10 | 10 | 10 | 10 | 10 | 10 | 10 | 10 | 10 | 10 | 10 | 10 | 10 | 10 | 10 | 10 | 10 |
| TLC  | 9  | 9  | 7  | 9  | 9  | 8  | 9  | 9  | 9  | 9  | 9  | 9  | 9  | 9  | 9  | 9  | 9  | 8  |